# Weyersberg (Solingen)
Weyersberg ist ein Ortsteil in der bergischen Großstadt Solingen.  

## Lage und Beschreibung
Weyersberg befindet sich westlich der Solinger Innenstadt innerhalb des Stadtbezirks Solingen-Mitte. Der Ort liegt in einer Talmulde zwischen einem nördlich gelegenen Höhenzug, auf dem die Mangenberger bzw. die Kronprinzenstraße verläuft sowie einer östlich gelegenen Hochebene, auf der sich die Solinger Innenstadt befindet. Im kleinen Weyersberger Tal entspringt zudem der Nacker Bach, der die Solinger Hochebene in Richtung der Wupper entwässert.
Den Ort dominiert heute eine große Wohnsiedlung des Solinger Spar- und Bauvereins, deren Wohnhäuser sich sowohl im Tal als auch an den nördlichen Hängen in Richtung Mangenberg befinden. Im südlichen Bereich von Weyersberg befindet sich ein großes Sport- und Freizeitzentrum, zu dem unter anderem das Schwimm- und Sportbad Klingenhalle, der Baseballpark Weyersberg, ein Jugendverkehrsgarten sowie ein großer Parkplatz gehören. Die Straßenkreuzung Weyersberger Straße / Kotter Straße / Augustastraße bildet heute einen viel befahrenen Verkehrsknotenpunkt der Solinger Innenstadt.
Benachbarte Orte sind bzw. waren (von Nord nach West): Mangenberg, Untenscheidt, Schlagbaum, Vorspel, Höfchen, Solingen, Dickenbusch, Kirschbaumer Hof sowie I. und II. Heidberg.

## Etymologie
Die Herkunft des Ortsnamens ist nicht eindeutig bekannt. Weyersberg ist im Solinger Raum ein verbreiteter Familienname. Möglich ist aber auch im ursprünglichen Sinn, dass es sich tatsächlich um einen Weiher an einem Berg gehandelt hat.

## Geschichte
Weyersberg lässt sich als bergische Hofschaft bis in das 17. Jahrhundert zurückverfolgen, die erste urkundliche Erwähnung des Ortes erfolgte im Jahre 1622, als ein Peter Tesch am Weiersberg Erwähnung fand. Der Hof Weyersberg, der ursprünglich aus drei Häusergruppen bestanden haben soll, befand sich zwar nahe am Solinger Stadtgebiet, lag aber außerhalb der Stadtgrenzen. Er gehörte stattdessen der Außenbürgerschaft Solingen an, die seit dem Mittelalter den ländlichen Außenbezirk der Stadt Solingen umfasste.
In dem Kartenwerk Topographia Ducatus Montani von Erich Philipp Ploennies, Blatt Amt Solingen, ist der Ort mit einer Hofstelle verzeichnet und als Wiersberg benannt. Die Topographische Aufnahme der Rheinlande von 1824 verzeichnet den Ort als Weiersberg. Die Preußische Uraufnahme von 1844 verzeichnet den Ort ebenso als Weiersberg. In der Topographischen Karte des Regierungsbezirks Düsseldorf von 1871 ist der Ort hingegen nur unbenannt verzeichnet.
Nach Gründung der Mairien und späteren Bürgermeistereien Anfang des 19. Jahrhunderts gehörte Weyersberg zur Bürgermeisterei Solingen.  
Weyersberg erlebte insbesondere durch die Eröffnung des Bahnhofes nach der Reichsgründung 1871 einen beachtlichen Aufschwung, der Fabrikansiedlungen in der Nähe des Bahnhofes begünstigte. Auf einem 23,5 ha großen Gelände siedelte sich 1872 der Siegen-Solinger Gussstahl-Aktienverein an und betrieb dort ein Gussstahlwerk, das in Spitzenzeiten 1921 bis zu 4000 Menschen beschäftigte. Das Unternehmen besaß auch einen eigenen Bahnanschluss am Weyersberg, den es bis zu seinem Konkurs am Anfang der 1930er Jahre nutzte. Nach dem Abbruch der Fabrikanlagen bis zur Mitte der 1930er Jahre sowie dem Rückbau der Gleisanlagen am Bahnhof Weyersberg verblieb eine große Freifläche zwischen Kotter Straße und Weyersberg, die bis zum Zweiten Weltkrieg zum größten Teil nicht wieder bebaut wurde.
Nach dem Zweiten Weltkrieg, der durch die Zerstörungen durch die Luftangriffe auf Solingen auch eine große Wohnungsnot zur Folge hatte, bot das Weyersberger Gebiet die Möglichkeit zum raschen Aufbau einer neuen Wohnsiedlung unweit der Solinger Innenstadt. Der Solinger Spar- und Bauverein errichtete an der Kotter Straße sowie an den neu angelegten Straßen Ernst-Woltmann-Straße und Rudolf-Schwarz-Straße bis Anfang der 1950er Jahre dutzende zweigeschossige Mehrfamilienhäuser in aufgelockerter Bauweise.

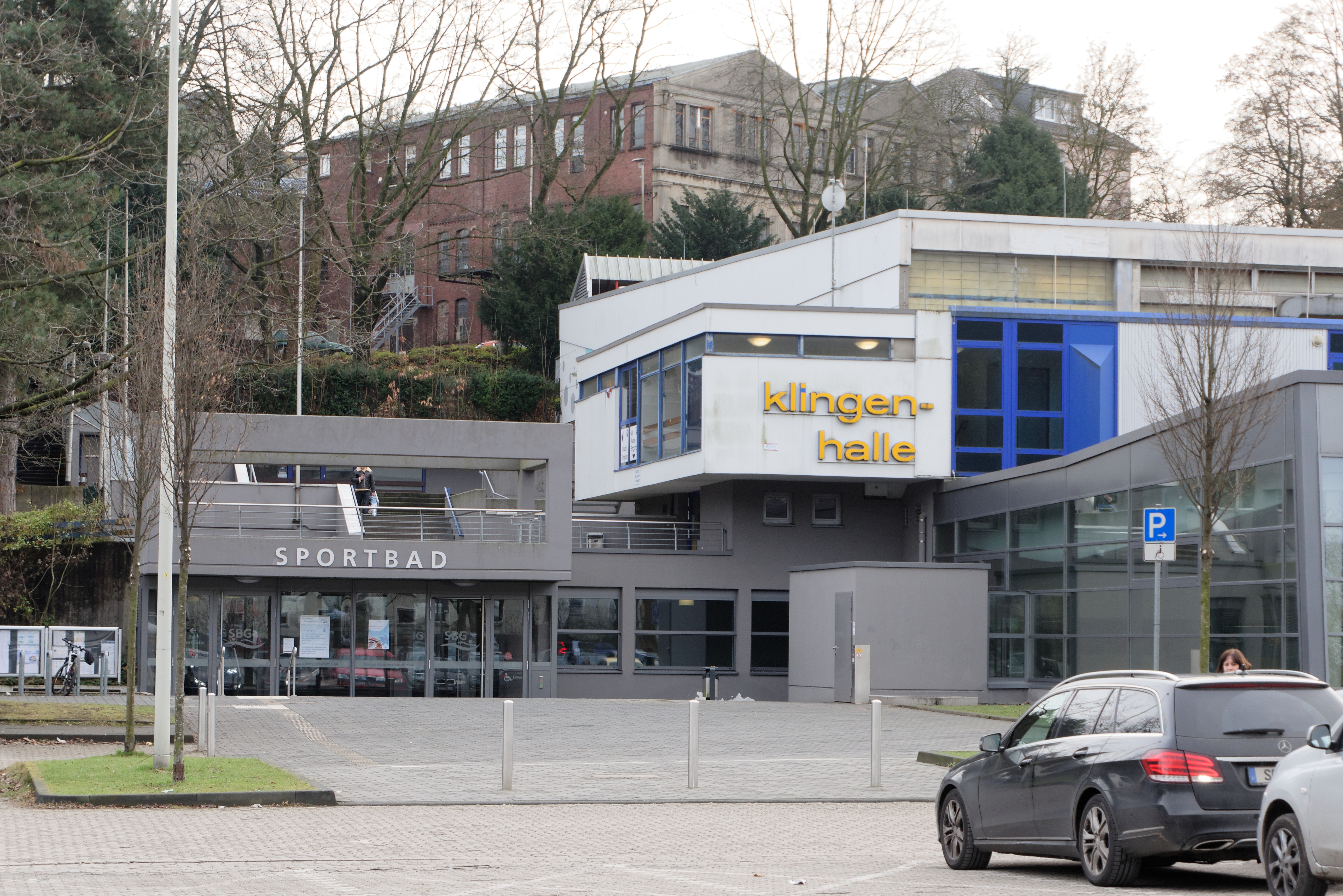
Die 1973 eröffnete Klingenhalle

Der Bereich, der zuvor durch das Gussstahlwerk und den Bahnhof belegt war, blieb zunächst noch unbebaut. Teilweise wurde er als Parkplatz für Autos genutzt, teilweise diente er auch als Veranstaltungsort für den Zirkus oder Jahrmärkte. Später entstanden dort zwei Sportplätze, eine Jugendverkehrsschule und bis 1973 auch die Klingenhalle, eine kombinierte Sporthalle mit einem Hallenbad. Der Parkplatz wurde auf den die Klingenhalle umgebenden Bereich reduziert. Bis heute finden dort auch Trödel- und Jahrmärkte statt.

## Bahnhof Weyersberg
Die Stadt Solingen und weitere Gemeinden im oberen Kreis Solingen bemühten sich bereits seit Mitte des 19. Jahrhunderts um einen Anschluss an das Eisenbahnnetz, wie er seit den 1840er Jahren etwa in Elberfeld bestand. Mehrere mögliche Trassenverläufe wurden diskutiert, jedoch machte die anspruchsvolle Topografie die meisten Trassenführungen äußerst kostspielig und daher unrentabel. Die Pläne der Bergisch-Märkische Eisenbahngesellschaft zur Errichtung einer Eisenbahnstrecke zwischen Gruiten und Köln-Deutz sahen schließlich einen Trassenverlauf weit abseits der Solinger Altstadt über das Gebiet der Städte Merscheid und Höhscheid vor. Ein Bahnhof sollte nahe der Hofschaft Hüttenhaus entstehen und den Namen Ohligs-Wald erhalten (der heutige Solinger Hauptbahnhof).:113
Die Stadt Solingen bemühte sich jedoch um die Errichtung einer Zweigbahn vom dortigen Bahnhof, um einen direkten Anschluss an das Schienennetz zu erhalten. Die Planungen sahen aufgrund der topografischen Rahmenbedingungen den Endbahnhof der Zweigbahn in der Weyersberger Senke zwischen Friedrichstraße und Kotter Straße vor. Für den Bahnhof bei Hüttenhaus auf damaligem Merscheider Stadtgebiet sowie den Bau eines Kopfbahnhofes am Ende der Zweigbahn am Solinger Weyersberg sollten die Städte des oberen Kreises Solingen insgesamt 57.000 Taler zuschießen. Die Stadt Wald weigerte sich, die Kosten mit zu tragen, denn sie erhielt keinen Anschluss an das Eisenbahnnetz. Die Stadt Merscheid verlangte einen Bahnhof nahe dem Dorf Merscheid, was die Bahnverwaltung jedoch ablehnte, daher verweigerte auch sie eine Kostenbeteiligung. Schließlich erklärte sich die Stadt Solingen bereit, die Anteile von Wald und Merscheid zu übernehmen, damit die beiden Bahnhöfe gebaut werden konnten.:52 Die Bauarbeiten für die Stichbahnstrecke begannen 1865 und konnten 1867 beendet werden, der Bahnhof Solingen Weyersberg wurde am 25. September 1867 eröffnet, zeitgleich mit dem Bahnhof Ohligs-Wald.:113
Das Bahnhofsempfangsgebäude, ein schmuckloses, zweigeschossiges, klassizistisches Gebäude aus Stein, befand sich im Weyersberger Talgrund (Standort) und war von der Friedrichstraße aus zu erreichen. Der Bahnhof hatte jedoch am tiefsten Punkt der Altstadt eine ungünstige Lage. Sowohl vom Mangenberg als auch von der Altstadt aus führten stark abschüssige Wege zu dem Bahnhof, so dass insbesondere für Fuhrwerke bei Glätte oder Regen große Gefahr bestand. Hinzu kam, dass viele Straßen zu dieser Zeit noch nicht über eine Pflasterung verfügten.
Erleichterung trat erst im Jahre 1890 ein, als die Bahnstrecke Solingen–Wuppertal-Vohwinkel eröffnet wurde. Die sogenannte Korkenzieherbahn verfügte über zwei Bahnhöfe, die die Stadt Solingen etwas besser an das Eisenbahnnetz anbanden, den Bahnhof Solingen Süd (ab 1913 Solingen Hauptbahnhof genannt) und den Bahnhof Solingen Nord. Der Personenverkehr wurde daraufhin 1890 am Weyersberg eingestellt. Im Güterverkehr wurde der Bahnhof allerdings weiterbetrieben, hauptsächlich für den Siegen-Solinger Gussstahl-Aktienverein. Nach dessen Konkurs Anfang der 1930er Jahre wurde der Betrieb des Bahnhofes am Weyersberg unrentabel, er wurde schließlich auch für den Güterverkehr geschlossen und das Empfangsgebäude im Jahre 1939 abgerissen.